# ان‌جی‌سی ۶۷۷۸
ان‌جی‌سی ۶۷۷۸ (انگلیسی: NGC 6778) یک سحابی سیاره‌ای (PN) است که در حدود ۱۰۳۰۰ سال نوری دورتر از خورشید در صورت فلکی استوایی عقاب قرار دارد.